# FrancEyE
FrancEyE nebo také Frances Dean Smith (rodným jménem Frances Elizabeth Dean; 19. března 1922 – 2. června 2009) byla americká básnířka. Narodila se v Kalifornii, ale po smrti svého otce odešla s rodinou na Východní pobřeží. Poezii se začala věnovat během studií a své básně publikovala například ve školních novinách. Jejím prvním manželem byl Wray Smith, s nímž měla čtyři dcery. V šedesátých letech měla vztah se spisovatelem Charlesem Bukowskim. V roce 1964 se jim narodila dcera Marina Louise Bukowski. Zemřela po komplikacích se zlomeninou kyčle ve věku 87 let.